# Mapillary
Mapillary AB är ett karttjänst-företag baserat i Malmö, Sverige. Företaget har en teknisk plattform som med datorseende syr ihop bilder tagna på gatunivå med en översiktskarta. Mapillary grundades 2013 av Jan Erik Solem, Johan Gyllenspetz, Peter Neubauer och Yubin Kuang. Under 2017 utmärktes företaget av analysföretaget Quid med "mest lovande uppstartsbolag" i hela världen med en placering på 21 av 25.
Mapillary har applikationer som låter användare samla och publicera bilder på dess omgivning. På denna bilddata appliceras djupinlärningsalgoritmer och bildanalys för att bygga 3d-modeller av fysiska miljöer. Dessutom har företaget objektdektering som bland annat läser skyltar och identifierar brevlådor i omgivningen. Data som är högintressant för träning av mjukvara för självkörande bildar, varför företaget mottagit investeringar från t ex BMW.

## Bakgrund
Solem har tidigare arbetat med datorseende som lektor vid Lunds universitet samt sålt ett tidigare bildanalysföretag vid namn Polar Rose till Apple. Polar Rose utvecklade bildanalys för ansiktsigenkänning. Enligt uppgift var köpeskillingen på över 200 MSEK.

## Affärsmodell
Under 2019 lanserade Mapillary en marknadsplats för bilddata där man låter användare sälja bilder till organisationer, som vill ha uppdaterad bilddata analyserad av företaget. Man låter även köpare annonsera om vilka platser de är intresserad av, vilket ger användare möjlighet att tag på sig uppdrag. Företaget hoppas sälja bilddata till drönaroperatörer, självkörande bilar och transportföretag.
Mapillary har inlett samarbeten med flertal städer och kommuner i Europa för att hjälpa förvaltningar att katalogisera deras trafik- och stadsmiljö. Det handlar t ex om hålla trafikskyltar uppdaterade och katalogiserande av brandposter.